# Jiří Granát
Jiří Granát (Praga, 28 gennaio 1955) è un ex tennista cecoslovacco, successivamente ceco.

## Carriera
In carriera ha vinto un titolo nel doppio, il Sofia Open nel 1981, in coppia con Thomas Emmrich. Nei tornei del Grande Slam ha ottenuto il suo miglior risultato raggiungendo il terzo turno nel singolare all'Open di Francia nel 1979, e nel doppio all'Open di Francia nel 1982 e agli US Open nello stesso anno.
In Coppa Davis ha giocato una sola partita, ottenendo nell'occasione una vittoria nella gara contro la nazionale irlandese dell'aprile 1977.

## Statistiche

### Doppio

#### Vittorie (1)
| Numero | Anno             | Torneo            | Superficie | Compagno       | Avversari in finale         | Punteggio     |
| 1.     | 20 dicembre 1981 | Sofia Open, Sofia | Sintetico  | Thomas Emmrich | Ismail El Shafei Rick Meyer | 7-6, 2-6, 6-4 |